# Chetagurowo
Chetagurowo (ros. Chietagurowo) – wieś w Osetii Południowej, w regionie Cchinwali. W 2015 roku liczyła 863 mieszkańców.